# ラストデイズ
『ラストデイズ』（Last Days）は、2005年のアメリカ映画。
あるロックミュージシャンの死の直前の2日間を描く。物語はガス・ヴァン・サント監督がアメリカのグランジバンド、ニルヴァーナのリーダーであるカート・コバーンの死から着想を得ており、主演のマイケル・ピットが演じるブレイクは、カート・コバーンをモデルにしている。
音楽監修は、ソニック・ユースのサーストン・ムーアが務めており、夫人のキム・ゴードンは一部のシーンに出演している。

## ストーリー
深い森の中を、独り言をつぶやきながら、下向きがちにあてどなく散歩する若者がいる。彼は、麻薬の矯正施設を抜け出した、若者の間でカリスマ視されるミュージシャン、ブレイクである。彼は、現役の頃の自分を慕う人々がたむろする家に戻るが、誰も彼に近づこうとしない。時はゆっくりと、終結に向かって過ぎていく。

## キャスト
| 役名               | 俳優                   | 日本語吹替 |
| ------------------ | ---------------------- | ---------- |
| ブレイク           | マイケル・ピット       | 三木眞一郎 |
| ルーク             | ルーカス・ハース       | 川島得愛   |
| アーシア           | アーシア・アルジェント | 岡本麻弥   |
| ニコール           | ニコール・ヴィシャス   | 根谷美智子 |
| スコット           | スコット・グリーン     | 森川智之   |
| クラブの男         | ハーモニー・コリン     |            |
| レコード会社の重役 | キム・ゴードン         | 塩田朋子   |